# Synagoge (Nová Cerekev)
Koordinaten: 49° 25′ 5,8″ N, 15° 7′ 8,7″ O

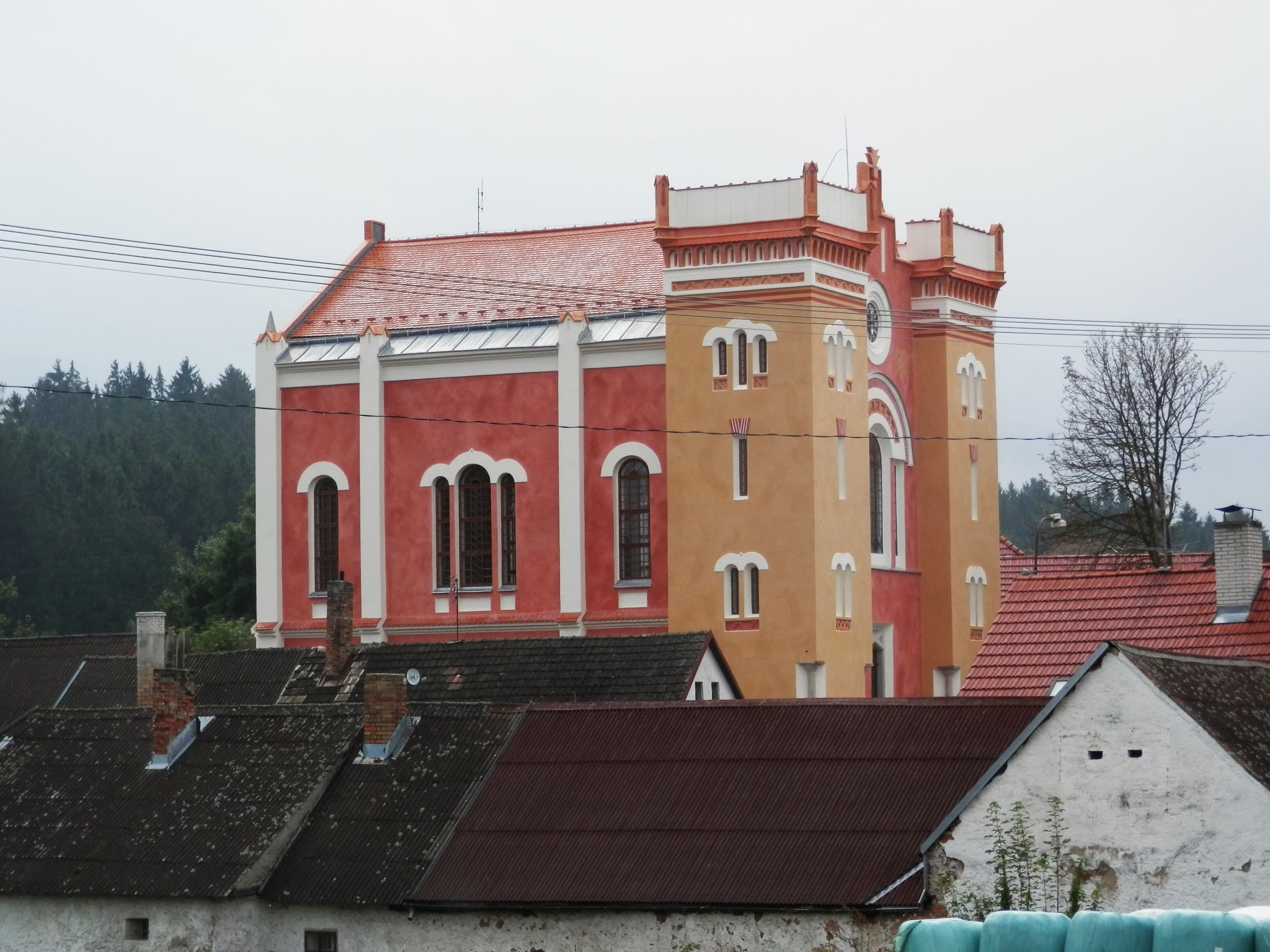
Synagoge in Nová Cerekev

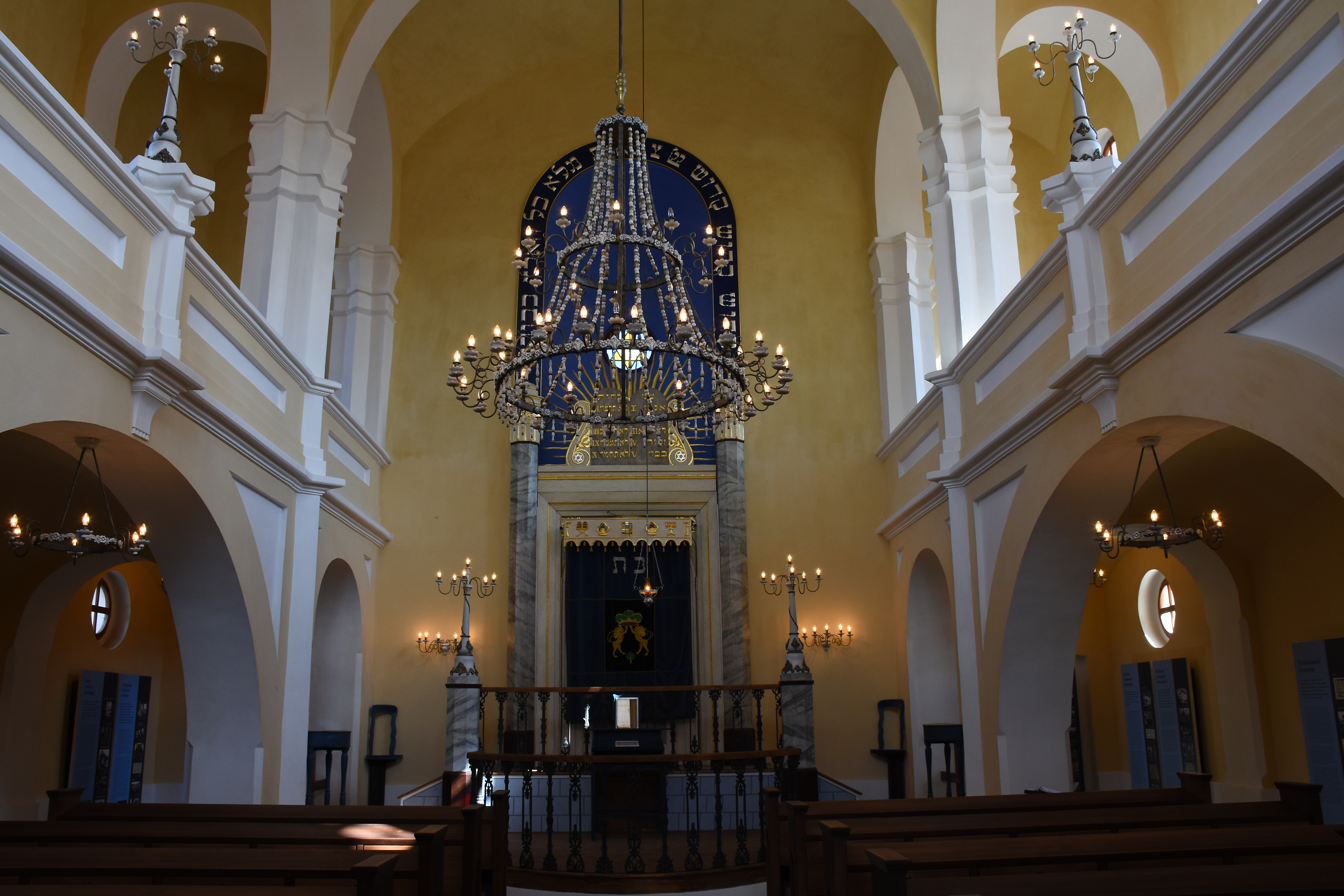
Innenansicht

Die Synagoge in Nová Cerekev (deutsch Neu Cerekwe, auch Neu Zerekwe), einer Stadt im Okres Pelhřimov in Tschechien, wurde 1855 errichtet. Die profanierte Synagoge ist seit 1988 ein geschütztes Kulturdenkmal.

## Geschichte
Die jüdische Gemeinde Nová Cerekev errichtete ein im orientalisierenden Stil gestaltetes Synagogengebäude an Stelle eines aus Holz erbauten Vorgängerbaus. Die Synagoge hat eine fünfseitige Apsis und einen hölzernen Toraschrein.
Bis Ende der 1980er Jahre wurde die ehemalige Synagoge als Lagerhaus benutzt. Seit 1998 ist die Eigentümerin die jüdische Gemeinde in Prag. In den Jahren 2013/14 wurde das Gebäude komplett renoviert. In der Synagoge wird die Dauerausstellung „Architektur der Synagogen in den böhmischen Ländern“ gezeigt.